# Municipio de Blooming Prairie (Dakota del Norte)
El municipio de Blooming Prairie (en inglés: Blooming Prairie Township) es un municipio ubicado en el condado de Divide en el estado estadounidense de Dakota del Norte. En el año 2010 tenía una población de 50 habitantes y una densidad poblacional de 0,45 personas por km².

## Geografía
El municipio de Blooming Prairie se encuentra ubicado en las coordenadas 48°56′43″N 103°23′44″O / 48.94528, -103.39556. Según la Oficina del Censo de los Estados Unidos, el municipio tiene una superficie total de 112.07 km², de la cual 109,21 km² corresponden a tierra firme y (2,55 %) 2,85 km² es agua.

## Demografía
Según el censo de 2010, había 50 personas residiendo en el municipio de Blooming Prairie. La densidad de población era de 0,45 hab./km². De los 50 habitantes, el municipio de Blooming Prairie estaba compuesto por el 100 % blancos. Del total de la población el 0 % eran hispanos o latinos de cualquier raza.